# Municipio de Big Mound
El municipio de Big Mound (en inglés: Big Mound Township) es un municipio ubicado en el condado de Wayne en el estado estadounidense de Illinois. En el año 2010 tenía una población de 1742 habitantes y una densidad poblacional de 12,96 personas por km².

## Geografía
El municipio de Big Mound se encuentra ubicado en las coordenadas 38°18′59″N 88°25′22″O / 38.31639, -88.42278. Según la Oficina del Censo de los Estados Unidos, el municipio tiene una superficie total de 134.44 km², de la cual 133,88 km² corresponden a tierra firme y (0,41 %) 0,55 km² es agua.

## Demografía
Según el censo de 2010, había 1742 personas residiendo en el municipio de Big Mound. La densidad de población era de 12,96 hab./km². De los 1742 habitantes, el municipio de Big Mound estaba compuesto por el 97,19 % blancos, el 0,46 % eran afroamericanos, el 0,11 % eran amerindios, el 1,03 % eran asiáticos, el 0,34 % eran de otras razas y el 0,86 % eran de una mezcla de razas. Del total de la población el 1,15 % eran hispanos o latinos de cualquier raza.